# 皇帝〜闇に生まれた報い〜
『皇帝〜闇に生まれた報い〜』（ファンディー やみにうまれたむくい）は、日本のバンドDのインディーズ4枚目のミニアルバム、及び同アルバムの１曲目に収録された曲のタイトル。2011年11月21日発売。発売元はGODS CHILD RECORDS。

## 概要
- Dにとって約7年ぶりのミニアルバム。
- A TYPE, B TYPEの2タイプ同時発売。11/1より予約受付開始。（A-TYPEのみ期間限定販売）
- A TYPE には表題曲『皇帝〜闇に生まれた報い〜』のPVが収録されたDVD付。このPVは龍をテーマにした歌詞の内容に合わせ、中華風のヴィジュアルになっている。
- B TYPEはA TYPE収録の5曲にくわえ2曲ボーナストラックを追加。

## 収録曲
1. 皇帝 ～闇に生まれた報い～
(作詞：ASAGI / 作曲：ASAGI)
2. 魔窟怨讐記 (まくつえんしゅうき)
(作詞：ASAGI / 作曲：Ruiza)
3. 炎の回廊
(作詞：ASAGI / 作曲：Tsunehito)
4. 義侠双伝 (ぎきょうそうでん)
(作詞：ASAGI / 作曲：HIDE-ZOU)
5. 竜眼の雫
(作詞：ASAGI / 作曲：Tsunehito)
6. 山水詩 (Bタイプにのみ収録)
(作詞：ASAGI / 作曲：ASAGI)
7. 皇帝 ～闇に生まれた報い～ (Voiceless) (Bタイプにのみ収録)